# Morten Krogh
Morten Købler Krogh Hansen (19 marzo 1988) è un arbitro di calcio danese.

## Carriera
Divenuto internazionale nel 2019. Il 25 febbraio 2023 dirige il derby del campionato cipriota di calcio tra Omonia e APOEL.
Il 4 settembre 2021 dirige la sua prima partita tra nazionali maggiori, nell'incontro di UEFA Nations League tra Georgia e Gibilterra.